# پورتلیشه
شهر پورتلیشه (به انگلیسی: Portlaoise) با جمعیت ۱۴٫۷۹۰ نفر در شهرستان لیش در کشور جمهوری ایرلند واقع شده‌است.